# Friedrich Klein (Rechtswissenschaftler)
Friedrich Franz Klein (* 10. Juli 1908 in Bamberg; † 25. März 1974 in Marburg) war ein deutscher Rechtswissenschaftler. Er lehrte Völkerrecht, Staatsrecht und Verwaltungsrecht einschließlich Finanz- und Steuerrecht in Münster. Er bearbeitete einen der ersten Gesetzeskommentare zum Grundgesetz der Bundesrepublik Deutschland.

## Leben
Aufgewachsen in Frankfurt am Main studierte Klein dort und in München von 1927 bis 1931 Rechtswissenschaft. Nach dem Ersten Staatsexamen, das Klein mit dem Prädikat „gut“ bestand, blieb er zunächst als Assistent bei Friedrich Giese und Hermann Heller an der Frankfurter juristischen Fakultät. Dort wurde er 1934 bei Giese über Institutionelle Garantien und Rechtsinstitutionsgarantien promoviert (mit dem Prädikat „magna cum laude“). Nach dem Assessorexamen 1935 trat er in den Dienst der Reichsfinanzverwaltung. Er war zunächst vor allem in Leipzig tätig und wurde 1938 zum Regierungsrat befördert. 1940 wurde er an das Finanzamt Frankfurt-Börse versetzt. 1939 habilitierte er sich mit der 1941 erschienenen Schrift Die mittelbare Haftung im Völkerrecht.
Klein war seit 1940 im Nebenamt als Dozent an der Universität Frankfurt tätig. Während des Zweiten Weltkrieges wurde er  1942 zur Wehrmacht einberufen. 1944 erhielt er einen Ruf an die Universität Münster als Nachfolger Ottmar Bühlers, trat den Lehrstuhl während des Krieges aber nicht mehr an. Da er seit dem 1. Mai 1933 Mitglied der NSDAP (Mitgliedsnummer 2.536.124) gewesen war, wurde Klein im Oktober 1945, noch bevor die Universität wieder eröffnet war, entlassen. Da es der Fakultät nicht gelang, einen adäquaten, politisch unbelasteten Ersatz zu beschaffen, erhielt Klein im November 1946 eine vorläufige Lehrbefugnis. Nach seiner Entnazifizierung wurde Klein auf Antrag der Fakultät 1950 mit Wirkung zum 1. September 1951 zum ordentlichen Professor ernannt. Sein erster Assistent, Doktorand und Habilitand war Helmut Ridder.
In Münster leitete Klein das Institut für Steuerrecht. Fragen des Finanz- und Steuerrechts behandelte er vor allem im Zusammenhang mit staatsrechtlichen Fragen. Er gab seit 1946 das Steuermerkblatt für Hochschullehrer heraus und verfasste einen grundlegenden Aufsatz über die Verkehrssteuern (1956). Er beschäftigte sich besonders mit dem Genossenschaftsrecht und war einer der Direktoren des Münsteraner Instituts für Genossenschaftswesen.
Im Bereich des Völkerrechts beschäftigte sich Klein mit der Rechtslage Deutschlands und der auswärtigen Gewalt der Bundesrepublik Deutschland. Er publizierte unter anderem zur Mitgliedschaft in den Vereinten Nationen, zum Verfassungsrecht und zum Ruhrstatut. Auch an den Diskussionen um die Ostverträge beteiligte er sich.
Besondere Bedeutung wird Kleins staatsrechtlichen Arbeiten beigemessen. Er bearbeitete den von Hermann von Mangoldt begründeten ersten großen Kommentar zum Grundgesetz, dessen dritter und letzter Band erst posthum erschien. Daneben erschienen weitere Arbeiten von ihm zu Fragen der Lohngleichheit von Mann und Frau, zum Recht auf Bildung, zum Problem der Rechtsverordnung, zu Problemen der föderativen Struktur und zur eigentumsrechtlichen Privatnützigkeitstheorie.
Seit 1950 gehörte Klein dem Wissenschaftlichen Beirat des Bundesministeriums der Finanzen an. 1951 wurde er Vorstandsmitglied des Instituts Finanzen und Steuern in Bonn sowie Studienleiter der Verwaltungsakademie Ostwestfalen-Lippe in Detmold. Von 1953 bis 1955 gehörte er dem Vorstand der Vereinigung Deutscher Staatsrechtslehrer an und war von 1965 bis 1967 Vorsitzender der Deutschen Gesellschaft für Völkerrecht. Von 1965 bis 1967 amtierte er als Rektor und von 1967 bis 1969 als Prorektor der Westfälischen Wilhelms-Universität.
Darüber hinaus beriet Klein die Mitglieder des Hochschulverbandes in Steuersachen und engagierte sich im Finanzausschuss der Westdeutschen Rektorenkonferenz. Er beriet den Bund der Vertriebenen und erstattete eine Vielzahl juristischer Gutachten für öffentliche Institutionen, beispielsweise im „Kampf um den Wehrbeitrag“ und beim Streit um die rechtliche Konstruktion des Notenbanksystems.

## Schriften
- Institutionelle Garantien und Rechtsinstitutsgarantien. Zugl.: Frankfurt, Rechtswiss. Diss. Marcus, Breslau 1934.
- Die staats- und völkerrechtliche Stellung des Protektorats Böhmen und Mähren. In: Archiv des öffentlichen Rechts. 31 (1939/40), 1939, S. 255–277.
- England und der Grundsatz des politischen Mächtegleichgewichts. In: Wissen und Wehr : Monatsschrift der Deutschen Gesellschaft für Wehrpolitik und Wehrwissenschaften. 1940.
- Zur Stellung des Generalgouvernements in der Verfassung des Grossdeutschen Reiches. In: Archiv des öffentlichen Rechts. 32 (1940/41), 1940, S. 227–267.
- Die mittelbare Haftung im Völkerrecht;. Die Haftung eines Völkerrechtssubjektes für das völkerrechtswidrige Verhalten eines anderen Völkerrechtssubjektes. V. Klostermann, Frankfurt am Main 1941.
- Steuermerkblatt für Hochschullehrer. 1. Auflage. Der Quell, Münster (Westf.) 1946.
- Die Rechtswirksamkeit der deutsch-fremdstaatlichen Doppelbesteuerungsabkommen. In: Steuer und Wirtschaft : StuW ; Zeitschrift für die gesamten Steuerwissenschaften. 24 (1947), 1947, S. 185–218, 311–312.
- Die Mitgliedschaft in den Vereinten Nationen. In: Archiv des Völkerrechts : AVR. 1, Nr. 2, 1948, S. 147–187.
- Das Besatzungsstatut für Deutschland. In: Süddeutsche Juristen-Zeitung. 4, Nr. 11, 1949, S. 737–753.
- Neues deutsches Verfassungsrecht. Hirschgraben-Verl, Frankfurt am Main 1949.
- Rechtsgutachten Eid und eidesstattliche Versicherung im Steuerermittlungsverfahren. Erst. im Auftr. d. Handelskammer Bremen. Inst. "Finanzen u. Steuern", Frankfurt am Main, Börse 1949.
- Bonner-Grundgesetz und Rechtsstaat. In: Zeitschrift für die gesamte Staatswissenschaft : ZgS. 106, Nr. 3, 1950, S. 390–411.
- Das Ruhrstatut. Kohlhammer, Stuttgart 1950.
- Probleme des Finanzwesens nach dem Bonner Grundgesetz. In: Steuerberater-Jahrbuch 1950 : zugleich Bericht über den II. Fachkongreß der Steuerberater der Bundesrepublik Deutschland, Köln, 21. bis 23. September 1950. 1950, S. 35–56.
- Rechtsgutachten über die Zulässigkeit der Einforderung sog. steuerlicher Unbedenklichkeitsbescheinigungen bei Vergebung öffentlicher Aufträge. Inst. "Finanzen u. Steuern", Frankfurt am Main, Börse 1950.
- Die Verfassung von Nordrhein-Westfalen. In: Recht, Staat, Wirtschaft : Schriftenreihe für staatswissenschaftliche Fortbildung. 3 (1951), 1951, S. 166–183.
- Grenzen gesetzlicher Ermächtigungen zum Erlass steuerlicher Rechtsverordnungen. Institut "Finanzen und Steuern", Bonn am Rhein 1951.
- Die Übertragung rechtsetzender Gewalt im Rechtsstaat. Diskussion und Ergebnisse einer Arbeitstagung. Frankfurt am Main 1952.
- Rechtsgutachten über die Vereinbarkeit sowohl der einstufig-zentralen als auch der zweistufig-dezentralen Konstruktion des Notenbanksystems mit dem Grundgesetz. Bonn 1952.
- Zur Frage der Notstandsbefugnisse in den deutsch-alliierten Vertragswerken vom 26. und 27. Mai 1952. Rechtsgutachterliche Stellungnahme. Münster/Westfalen 1952.
- (Hrsg.): Festschrift für Friedrich Giese. Zum 70. Geburtstag, 17. August 1952. Verlag Kommentator, Frankfurt am Main 1953.
- Rechtsgutachten über die Vereinbarkeit sowohl der einstufig-zentralen als auch der zweistufig-dezentralen Konstruktion des Notenbanksystems mit dem Grundgesetz. 1953 ca.
- Untersuchungen zur sachlichen Zuständigkeit der Zivilgerichte im öffentlich-rechtlichen Bereich. Kohlhammer, Stuttgart 1954.
- mit Hermann von Mangoldt: Das Bonner Grundgesetz. Kommentar. 2. Auflage. Vahlen, Berlin 1954ff.
- Bonner Grundgesetz und Wiedervereinigung Deutschlands. In: Forschungen und Berichte aus dem öffentlichen Recht : Gedächtnisschrift für Walter Jellinek, 12. Juli 1885 - 9. Juni 1955. 1955, S. 119–140.
- Verkehrsteuern. In: Handbuch der Finanzwissenschaft. 2 (1955), 1955, S. 601–634.
- Christ und Kirche in der sozialen Welt. Zur Stellung der Caritas im Spannungsfeld von Liebe und Recht. Lambertus, Freiburg/B. 1957.
- Die Genossenschaften des öffentlichen Rechts. In: Zeitschrift für das gesamte Genossenschaftswesen : ZfgG ; Organ für Forschung und Praxis genossenschaftlicher Kooperation.7, Nr. 2/3 1957, S. 145–157.
- Rechtsgutachten über verfassungsrechtliche Fragen des Urteils des Bundesarbeitsgerichts vom 2. März 1955 betreffend Lohngleichheit von Mann und Frau. Rechtsverl, Düsseldorf 1957.
- mit Rudolf Pohle: Aktuelle Probleme des Genossenschaftswesens. Tagung d. Forschungsinst. f. Genossenschaftswesen an d. Universität Wien 1956. Vandenhoeck & Ruprecht, Göttingen 1957.
- Genossenschaftswesen und staatliches Verfassungsrecht. C. F. Müller, Karlsruhe 1958.
- Das Recht des sozial-caritativen Arbeitsbereiches;. Rechtsformen und Rechtsverhältnisse der Träger caritativer Einrichtungen. Lambertus-Verlag, Freiburg im Breisgau 1959.
- Verfassungsrechtliche Grenzen der Gemeinschaftsaufgaben. Duncker & Humblot, Berlin 1961.
- Die europäische Menschenrechts-Konvention und Artikel 25 des Bonner Grundgesetzes. In: Festschrift für Rudolf Laun zu seinem achtzigsten Geburtstag. 1962.
- mit Fritz Fabricius: Das Recht auf Bildung und seine Verwirklichung im Ballungsraum. Kohlhammer, Stuttgart 1969.
- Eigentumsbindung, Enteignung, Sozialisierung und Gemeinwirtschaft im Sinne des Bonner Grundgesetzes. Mohr, Tübingen 1972, ISBN 3-16-334021-0.